# Gyros
Gyros (tiếng Hy Lạp: γύρος, lit. 'vòng quay') là một món ăn thịt quay nướng trên một máy nướng thẳng đứng quay tròn. Theo truyền thống thì người ta dùng thịt heo bỏ thêm rau như cà chua, hành và xốt tzatziki kẹp trong bánh mì Hy Lạp gọi là pita.
Để làm gyros, những miến thịt được gắn vào một cái xiên thẳng đứng, mà quay trong một máy nướng thường bằng điện. Nếu thịt không đủ mỡ, người ta bỏ thêm các miếng mỡ vào để giữ cho thịt khỏi khô và dòn. Mức độ nướng có thể thay đổi bằng độ nóng và khoảng cách giữa máy và thịt, để cho người nướng điều chỉnh tùy theo số lượng người tiêu thụ. Phần ngoài của thịt được cắt mỏng theo chiều dọc bằng một con dao dài khi thịt chín.

## Tên
Tên gyros là từ tiếng Hy Lạp: γύρος ('vòng quay'), dịch từ tiếng Thổ Nhĩ Kỳ: döner có cùng nghĩa.